# Īlkhchī
Īlkhchī (persiska: ایلخچی) är en ort i Iran.   Den ligger i provinsen Östazarbaijan, i den nordvästra delen av landet, 500 km nordväst om huvudstaden Teheran. Īlkhchī ligger 1 315 meter över havet och antalet invånare är 13 927.
Terrängen runt Īlkhchī är platt åt nordväst, men åt sydost är den kuperad. Runt Īlkhchī är det tätbefolkat, med 459 invånare per kvadratkilometer. Närmaste större samhälle är Āz̄arshahr, 19,8 km söder om Īlkhchī. Trakten runt Īlkhchī består i huvudsak av gräsmarker.